# Alfa-tubulina N-acetiltransferasi
La alfa-tubulina N-acetiltransferasi è un enzima appartenente alla classe delle transferasi, che catalizza la seguente reazione:
acetil-CoA + (α-tubulina)-L-lisina ⇄ CoA + (α-tubulina)-N6-acetil-L-lisina
L'enzima dei flagelli di Chlamydomonas acetila anche la α-tubulina del cervello dei mammiferi.